# Frasier/Episodenliste
Diese Episodenliste enthält die Episoden der US-amerikanischen Sitcom Frasier, welche aus 264 Episoden in 11 Staffeln besteht, die von 1993 bis 2004 erschienen, sowie aus einer 10-teiligen Staffel, die 2023 erschien.

## Übersicht
| Staffel | Episodenzahl | Erstausstrahlung USA | Erstausstrahlung USA | Erstausstrahlung DE | Erstausstrahlung DE |
| Staffel | Episodenzahl | Staffelpremiere      | Staffelfinale        | Staffelpremiere     | Staffelfinale       |
| ------- | ------------ | -------------------- | -------------------- | ------------------- | ------------------- |
| 1       | 24           | 16. Sep. 1993        | 19. Mai 1994         | 24. Apr. 1995       | 31. Mai 1995        |
| 2       | 24           | 20. Sep. 1994        | 23. Mai 1995         | 11. Sep. 1997       | 9. Feb. 1998        |
| 3       | 24           | 19. Sep. 1995        | 21. Mai 1996         | 25. Feb. 2000       | 6. Apr. 2000        |
| 4       | 24           | 17. Sep. 1996        | 20. Mai 1997         | 7. Apr. 2000        | 19. Mai 2000        |
| 5       | 24           | 23. Sep. 1997        | 19. Mai 1998         | 23. Mai 2000        | 4. Juli 2000        |
| 6       | 24           | 24. Sep. 1998        | 20. Mai 1999         | 5. Juli 2000        | 7. Dez. 2001        |
| 7       | 24           | 23. Sep. 1999        | 18. Mai 2000         | 11. Dez. 2001       | 24. Jan. 2002       |
| 8       | 24           | 24. Okt. 2000        | 22. Mai 2001         | 25. Jan. 2002       | 7. März 2002        |
| 9       | 24           | 25. Sep. 2001        | 21. Mai 2002         | 4. Feb. 2003        | 15. März 2003       |
| 10      | 24           | 24. Sep. 2002        | 20. Mai 2003         | 9. Juni 2008        | 10. Juli 2008       |
| 11      | 24           | 23. Sep. 2003        | 13. Mai 2004         | 1. Sep. 2004        | 12. Okt. 2004       |

## Staffel 1
| Nr. (ges.) | Nr. (St.) | Deutscher Titel                 | Originaltitel                       | Erstausstrahlung USA | Deutschsprachige Erstausstrahlung (D) | Regie         | Drehbuch                             |
| ---------- | --------- | ------------------------------- | ----------------------------------- | -------------------- | ------------------------------------- | ------------- | ------------------------------------ |
| 1          | 1         | Der gute Sohn                   | The Good Son                        | 16. Sep. 1993        | 24. Apr. 1995                         | James Burrows | David Angell, Peter Casey, David Lee |
| 2          | 2         | Platzangst                      | Space Quest                         | 23. Sep. 1993        | 25. Apr. 1995                         | James Burrows | Sy Dukane, Denise Moss               |
| 3          | 3         | Ein Abend in der Sägemühle      | Dinner at Eight                     | 30. Sep. 1993        | 26. Apr. 1995                         | James Burrows | Anne Flett, Chuck Ranberg            |
| 4          | 4         | Ich hasse Frasier Crane         | I Hate Frasier Crane                | 7. Okt. 1993         | 27. Apr. 1995                         | David Lee     | Christopher Lloyd                    |
| 5          | 5         | Der Voyeur mit dem Fernrohr     | Here's Looking at You               | 14. Okt. 1993        | 28. Apr. 1995                         | Andy Ackerman | Brad Hall                            |
| 6          | 6         | Der Steinwurf                   | The Crucible                        | 21. Okt. 1993        | 2. Mai 1995                           | James Burrows | Sy Dukane, Denise Moss               |
| 7          | 7         | Unverantwortlich, aber schön    | Call Me Irresponsible               | 28. Okt. 1993        | 3. Mai 1995                           | James Burrows | Anne Flett, Chuck Ranberg            |
| 8          | 8         | Eine alte Affäre                | Beloved Infidel                     | 4. Nov. 1993         | 4. Mai 1995                           | Andy Ackerman | Leslie Eberhard                      |
| 9          | 9         | Der Erdnussmann                 | Selling Out                         | 11. Nov. 1993        | 5. Mai 1995                           | Andy Ackerman | Lloyd Garver                         |
| 10         | 10        | Frisch aus der Gerüchteküche    | Oops                                | 18. Nov. 1993        | 8. Mai 1995                           | James Burrows | Denise Moss, Sy Dukane               |
| 11         | 11        | Der Tod steht ihm gut           | Death Becomes Him                   | 2. Dez. 1993         | 9. Mai 1995                           | Andy Ackerman | Leslie Eberhard                      |
| 12         | 12        | Ein Weihnachtswunder            | Miracle on Third or Fourth Street   | 16. Dez. 1993        | 10. Mai 1995                          | James Burrows | Christopher Lloyd                    |
| 13         | 13        | Der Morgen danach               | Guess Who's Coming to Breakfast?    | 6. Jan. 1994         | 11. Mai 1995                          | Andy Ackerman | Molly Newman                         |
| 14         | 14        | Frasier wird versteigert        | Can't Buy Me Love                   | 20. Jan. 1994        | 12. Mai 1995                          | James Burrows | Chuck Ranberg, Anne Flett-Giordano   |
| 15         | 15        | Keine Ahnung                    | You Can't Tell a Crook by His Cover | 27. Jan. 1994        | 15. Mai 1995                          | Andy Ackerman | David Lloyd                          |
| 16         | 16        | Die Albtraumfrau                | The Show Where Lilith Comes Back    | 3. Feb. 1994         | 16. Mai 1995                          | James Burrows | Ken Levine, David Isaacs             |
| 17         | 17        | Ein Winternachtstraum           | A Mid-Winter Night's Dream          | 10. Feb. 1994        | 17. Mai 1995                          | David Lee     | Chuck Ranberg, Anne Flett-Giordano   |
| 18         | 18        | Wer siegt, gewinnt              | And the Whimper Is...               | 17. Feb. 1994        | 18. Mai 1995                          | James Burrows | Denise Moss, Sy Dukane               |
| 19         | 19        | Der entsesselte Mann            | Give Him the Chair!                 | 17. März 1994        | 22. Mai 1995                          | James Burrows | Chuck Ranberg, Anne Flett-Giordano   |
| 20         | 20        | Ein Mann in den besten Jahren   | Fortysomething                      | 31. März 1994        | 23. Mai 1995                          | Rick Beren    | Sy Dukane, Denise Moss               |
| 21         | 21        | Glanz und Elend des Wohnmobils  | Travels With Martin                 | 14. Apr. 1994        | 24. Mai 1995                          | James Burrows | Linda Morris, Vic Rauseo             |
| 22         | 22        | Die Geschichte von zwei Brüdern | Author, Author                      | 5. Mai 1994          | 29. Mai 1995                          | James Burrows | Don Seigel, Jerry Perzigian          |
| 23         | 23        | Frasier dreht durch             | Frasier Crane's Day Off             | 12. Mai 1994         | 30. Mai 1995                          | James Burrows | Chuck Ranberg, Anne Flett-Giordano   |
| 24         | 24        | Sind sie endlich glücklich?     | My Coffee With Niles                | 19. Mai 1994         | 31. Mai 1995                          | James Burrows | David Angell, Peter Casey            |

## Staffel 2
| Nr. (ges.) | Nr. (St.) | Deutscher Titel             | Originaltitel                                | Erstausstrahlung USA | Deutschsprachige Erstausstrahlung (D) | Regie                    | Drehbuch                                    |
| ---------- | --------- | --------------------------- | -------------------------------------------- | -------------------- | ------------------------------------- | ------------------------ | ------------------------------------------- |
| 25         | 1         | Der letzte Tango in Seattle | Slow Tango In South Seattle                  | 20. Sep. 1994        | 11. Sep. 1997                         | James Burrows            | Martin Weiss                                |
| 26         | 2         | Eddie, der Triebtäter       | The Unkindest Cut Of All                     | 27. Sep. 1994        | 18. Sep. 1997                         | Rick Beren               | Dave Hackel                                 |
| 27         | 3         | Der Kuppler                 | The Matchmaker                               | 4. Okt. 1994         | 25. Sep. 1997                         | David Lee                | Joe Keenan                                  |
| 28         | 4         | Niles bekommt ein Baby      | Flour Child                                  | 11. Okt. 1994        | 2. Okt. 1997                          | James Burrows            | Christopher Lloyd                           |
| 29         | 5         | Immobilienhaie              | Duke's, We Hardly Knew Ye                    | 18. Okt. 1994        | 9. Okt. 1997                          | James Burrows            | Linda Morris, Vic Rauseo                    |
| 30         | 6         | Frasier gegen Seattle       | The Botched Language Of Cranes               | 1. Nov. 1994         | 16. Okt. 1997                         | David Lee                | Joe Keenen                                  |
| 31         | 7         | Kleine grüne Männchen       | The Candidate                                | 8. Nov. 1994         | 23. Okt. 1997                         | James Burrows            | Anne Flett-Giordano, Chuck Ranberg          |
| 32         | 8         | Abenteuer im Paradies (1)   | Adventures in Paradise (1)                   | 15. Nov. 1994        | 30. Okt. 1997                         | James Burrows            | Ken Levine, David Isaacs                    |
| 33         | 9         | Abenteuer im Paradies (2)   | Adventures in Paradise (2)                   | 22. Nov. 1994        | 6. Nov. 1997                          | James Burrows            | Ken Levine, David Isaacs                    |
| 34         | 10        | Das letzte Wort             | Burying a Grudge                             | 29. Nov. 1994        | 13. Nov. 1997                         | Andy Ackerman            | David Lloyd                                 |
| 35         | 11        | Der Porzellanthron          | Seat of Power                                | 13. Dez. 1994        | 20. Nov. 1997                         | James Burrows            | Steven Levitan                              |
| 36         | 12        | Der Ladykiller              | Roz In The Doghouse                          | 3. Jan. 1995         | 27. Nov. 1997                         | James Burrows            | Anne Flett-Giordano, Chuck Ranberg          |
| 37         | 13        | Mord ist sein Hobby         | Retirement Is Murder                         | 10. Jan. 1995        | 4. Dez. 1997                          | Allan Myerson            | Elias Davis, David Pollock                  |
| 38         | 14        | Solange es Trottel gibt     | Fool me once, shame on you, fool me twice... | 7. Feb. 1995         | 11. Dez. 1997                         | Philip Charles MacKenzie | Christopher Lloyd                           |
| 39         | 15        | Bitterer Honig              | You Scratch My Book                          | 15. Feb. 1995        | 18. Dez. 1997                         | Andy Ackerman            | Joe Keenan                                  |
| 40         | 16        | Nachricht von Sam           | The Show Where Sam Shows Up                  | 21. Feb. 1995        | 8. Jan. 1998                          | James Burrows            | Ken Levine, David Isaacs                    |
| 41         | 17        | Zimmer mit Aussicht         | Daphne's Room                                | 28. Feb. 1995        | 27. Jan. 1998                         | David Lee                | Linda Morris, Vic Rauseo                    |
| 42         | 18        | Der Herrenclub              | The Club                                     | 21. März 1995        | 28. Jan. 1998                         | David Lee                | Elias Davis, David Pollock                  |
| 43         | 19        | Die Frau in Rot             | Someone To Watch Over Me                     | 28. März 1995        | 1. Feb. 1998                          | James Burrows            | Don Seigel                                  |
| 44         | 20        | Männer unter sich           | Breaking The Ice                             | 18. Apr. 1995        | 2. Feb. 1998                          | Philip Charles MacKenzie | Steven Levitan                              |
| 45         | 21        | Das letzte Gefecht          | An Affair To Forget                          | 2. Mai 1995          | 3. Feb. 1998                          | Philip Charles MacKenzie | Anne Flett-Giordano, Chuck Ranberg          |
| 46         | 22        | Agentenpoker                | Agents on America, Part III                  | 9. Mai 1995          | 4. Feb. 1998                          | Philip Charles MacKenzie | Joe Keenan                                  |
| 47         | 23        | Aal Infernal                | The Innkeepers                               | 16. Mai 1995         | 8. Feb. 1998                          | James Burrows            | David Lloyd                                 |
| 48         | 24        | Spiele im Dunkeln           | Dark Victory                                 | 23. Mai 1995         | 9. Feb. 1998                          | James Burrows            | Christopher Lloyd, Linda Morris, Vic Rauseo |

## Staffel 3
| Nr. (ges.) | Nr. (St.) | Deutscher Titel             | Originaltitel                               | Erstausstrahlung USA | Deutschsprachige Erstausstrahlung (D) | Regie                    | Drehbuch                                                                   |
| ---------- | --------- | --------------------------- | ------------------------------------------- | -------------------- | ------------------------------------- | ------------------------ | -------------------------------------------------------------------------- |
| 49         | 1         | Sie ist der Boss            | She's The Boss                              | 19. Sep. 1995        | 25. Feb. 2000                         | Philip Charles MacKenzie | Anne Flett-Giordano, Chuck Ranberg                                         |
| 50         | 2         | Psycho                      | Shrink Rap                                  | 26. Sep. 1995        | 29. Feb. 2000                         | David Lee                | Christopher Lloyd                                                          |
| 51         | 3         | Der Liedermacher            | Martin Does It His Way                      | 10. Okt. 1995        | 1. März 2000                          | Philip Charles MacKenzie | David Lloyd                                                                |
| 52         | 4         | Die Nacht des Leguan        | Leapin' Lizards                             | 31. Okt. 1995        | 2. März 2000                          | Philip Charles MacKenzie | Anne Flett-Giordano, Chuck Ranberg                                         |
| 53         | 5         | Die Weinprobe               | Kisses Sweeter Than Wine                    | 7. Nov. 1995         | 3. März 2000                          | Philip Charles MacKenzie | Anne Flett-Giordano                                                        |
| 54         | 6         | Der Feind in meinem Bett    | Sleeping With The Enemy (1)                 | 14. Nov. 1995        | 7. März 2000                          | Jeff Melman              | Linda Morris, Vic Rauseo                                                   |
| 55         | 7         | Der böse Junge              | Sleeping With The Enemy (2)                 | 21. Nov. 1995        | 8. März 2000                          | Philip Charles MacKenzie | Joe Keenan                                                                 |
| 56         | 8         | Wo steckt Maris?            | The Last Time I Saw Maris                   | 28. Nov. 1995        | 9. März 2000                          | Philip Charles MacKenzie | Ian Gurvitz                                                                |
| 57         | 9         | Die Freuden des Schenkens   | Frasier Grinch                              | 19. Dez. 1995        | 10. März 2000                         | Philip Charles MacKenzie | David Lloyd                                                                |
| 58         | 10        | Der lange Abschied          | It's Hard To Say Goodbye If You Won't Leave | 9. Jan. 1996         | 14. März 2000                         | Philip Charles MacKenzie | Steven Levitan                                                             |
| 59         | 11        | Der Freund                  | The Friend                                  | 16. Jan. 1996        | 15. März 2000                         | Philip Charles MacKenzie | Jack Burditt                                                               |
| 60         | 12        | Die Notlüge                 | Come Lie With Me                            | 30. Jan. 1996        | 16. März 2000                         | Philip Charles MacKenzie | Steven Levitan                                                             |
| 61         | 13        | Tango mit Niles             | Moon Dance                                  | 6. Feb. 1996         | 17. März 2000                         | Kelsey Grammer           | Keenan, Lloyd, Greenberg, Burditt, Ranberg, Morris, Flett-Giordano, Rauseo |
| 62         | 14        | Frasier und Diane           | The Show Where Diane Comes Back             | 13. Feb. 1996        | 21. März 2000                         | James Burrows            | Christopher Lloyd                                                          |
| 63         | 15        | Eine Hand wäscht die andere | A Word To The Wiseguy                       | 20. Feb. 1996        | 22. März 2000                         | Philip Charles MacKenzie | Joe Keenan                                                                 |
| 64         | 16        | Der geschenkte Tag          | Look Before You Leap                        | 27. Feb. 1996        | 23. März 2000                         | James Burrows            | Anne Flett-Giordano, Chuck Ranberg                                         |
| 65         | 17        | Rambo Crane                 | High Crane Drifter                          | 12. März 1996        | 24. März 2000                         | Philip Charles MacKenzie | Jack Burditt                                                               |
| 66         | 18        | Schach dem König            | Chess Pains                                 | 22. März 1996        | 28. März 2000                         | Gordon Hunt              | Rob Greenberg                                                              |
| 67         | 19        | Crane gegen Crane           | Crane vs. Crane                             | 4. Apr. 1996         | 29. März 2000                         | Philip Charles MacKenzie | David Lloyd                                                                |
| 68         | 20        | Polizisten unter sich       | Police Story                                | 23. Apr. 1996        | 30. März 2000                         | Philip Charles MacKenzie | Sy Rosen                                                                   |
| 69         | 21        | Wer raucht, fliegt          | Where There's Smoke There's Fired           | 30. Apr. 1996        | 31. März 2000                         | Philip Charles MacKenzie | Joe Keenan                                                                 |
| 70         | 22        | Frasier liebt Roz           | Frasier Loves Roz                           | 7. Mai 1996          | 4. Apr. 2000                          | Philip Charles MacKenzie | Suzanne Martin                                                             |
| 71         | 23        | Der Klugscheißer            | The Focus Group                             | 14. Mai 1996         | 5. Apr. 2000                          | Philip Charles MacKenzie | Rob Greenberg                                                              |
| 72         | 24        | Wie alles anfing            | You Can Go Home Again                       | 21. Mai 1996         | 6. Apr. 2000                          | David Lee                | Linda Morris, Vic Rauseo                                                   |

## Staffel 4
| Nr. (ges.) | Nr. (St.) | Deutscher Titel                     | Originaltitel                         | Erstausstrahlung USA | Deutschsprachige Erstausstrahlung (D) | Regie          | Drehbuch                           |
| ---------- | --------- | ----------------------------------- | ------------------------------------- | -------------------- | ------------------------------------- | -------------- | ---------------------------------- |
| 73         | 1         | Die zwei Mrs. Cranes                | The Two Mrs. Cranes                   | 17. Sep. 1996        | 7. Apr. 2000                          | David Lee      | Joe Keenan                         |
| 74         | 2         | Bulldogs Herzschmerz                | Love Bites Dog                        | 24. Sep. 1996        | 11. Apr. 2000                         | Jeff Melman    | Suzanne Martin                     |
| 75         | 3         | Der Mann in Frasiers Bett           | The Impossible Dream                  | 15. Okt. 1996        | 12. Apr. 2000                         | David Lee      | Rob Greenberg                      |
| 76         | 4         | Kritik der reinen Unvernunft        | A Crane's Critique                    | 22. Okt. 1996        | 13. Apr. 2000                         | Jeff Melman    | Dan Cohan, F.J. Pratt              |
| 77         | 5         | Bringt mir den Kopf von Niles Crane | Head Game                             | 12. Nov. 1996        | 14. Apr. 2000                         | David Lee      | Rob Greenberg                      |
| 78         | 6         | Gemischtes Doppel                   | Mixed Doubles                         | 19. Nov. 1996        | 18. Apr. 2000                         | Jeff Melman    | Christopher Lloyd                  |
| 79         | 7         | Der trojanische Truthahn            | A Lilith Thanksgiving                 | 26. Nov. 1996        | 19. Apr. 2000                         | Jeff Melman    | Anne Flett-Giordano, Chuck Ranberg |
| 80         | 8         | Gemälde des Grauens                 | Our Father Whose Art Ain't Heaven     | 10. Dez. 1996        | 20. Apr. 2000                         | Jeff Melman    | Michael B. Kaplan                  |
| 81         | 9         | Sherry hebt die Stimmung            | Dad Loves Sherry, The Boys Just Whine | 7. Jan. 1997         | 25. Apr. 2000                         | David Burrows  | Joe Keenan                         |
| 82         | 10        | Eine alte Lüge                      | Liar! Liar!                           | 14. Jan. 1997        | 26. Apr. 2000                         | James Burrows  | Anne Flett-Giordano, Chuck Ranberg |
| 83         | 11        | Kleine Freuden                      | Three Days Of The Condo               | 21. Jan. 1997        | 27. Apr. 2000                         | David Lee      | Michael B. Kaplan                  |
| 84         | 12        | Der Hundepsychiater                 | Death and the Dog                     | 11. Feb. 1997        | 28. Apr. 2000                         | James Burrows  | Suzanne Martin                     |
| 85         | 13        | Ein flotter Vierer                  | Four For The Seesaw                   | 18. Feb. 1997        | 2. Mai 2000                           | Jeff Melman    | David Lloyd                        |
| 86         | 14        | Wer den Kakadu stört                | To Kill A Talking Bird                | 25. Feb. 1997        | 3. Mai 2000                           | David Lee      | Jeffrey Richman                    |
| 87         | 15        | Der Todesengel                      | Roz's Krantz & Gouldenstein Are Dead  | 11. März 1997        | 4. Mai 2000                           | Jeff Melman    | William Lucas Walker               |
| 88         | 16        | Sport ist Mord                      | The Unnatural                         | 1. Apr. 1997         | 5. Mai 2000                           | Pamela Fryman  | Michael B. Kaplan                  |
| 89         | 17        | Die Frau ohne Gewissen              | Roz's Turn                            | 15. Apr. 1997        | 9. Mai 2000                           | Joyce Gittlin  | Joe Keenan                         |
| 90         | 18        | Hörspiel des Horrors                | Ham Radio                             | 22. Apr. 1997        | 10. Mai 2000                          | David Lee      | David Lloyd                        |
| 91         | 19        | Frasier und die Frauen, Teil 1      | Three Dates And A Breakup (1)         | 29. Apr. 1997        | 11. Mai 2000                          | Jeff Melman    | Rob Greenberg                      |
| 92         | 20        | Frasier und die Frauen, Teil 2      | Three Dates And A Breakup (2)         | 29. Apr. 1997        | 12. Mai 2000                          | Jeff Melman    | Rob Greenberg                      |
| 93         | 21        | Die heiße Nacht von Seattle         | Daphne Hates Sherry                   | 6. Mai 1997          | 16. Mai 2000                          | Kelsey Grammer | Anne Flett-Giordano, Chuck Ranberg |
| 94         | 22        | Sind Sie schon bedient?             | Are You Being Served?                 | 13. Mai 1997         | 17. Mai 2000                          | Gordon Hunt    | William Lucas Walker               |
| 95         | 23        | Frag mich nie wieder                | Ask Me No Questions                   | 20. Mai 1997         | 18. Mai 2000                          | Jeff Melman    | Dan Cohan, F.J. Pratt              |
| 96         | 24        | Rendezvous mit einer Unbekannten    | Odd Man Out                           | 20. Mai 1997         | 19. Mai 2000                          | Jeff Melman    | Suzanne Martin                     |

## Staffel 5
| Nr. (ges.) | Nr. (St.) | Deutscher Titel                | Originaltitel                     | Erstausstrahlung USA | Deutschsprachige Erstausstrahlung (D) | Regie          | Drehbuch                        |
| ---------- | --------- | ------------------------------ | --------------------------------- | -------------------- | ------------------------------------- | -------------- | ------------------------------- |
| 97         | 1         | Die unsichtbare Freundin       | Frasier's Imaginary Friend        | 23. Sep. 1997        | 23. Mai 2000                          | David Lee      | Rob Greenberg                   |
| 98         | 2         | Der geschenkte Gaul            | The Gift Horse                    | 30. Sep. 1997        | 24. Mai 2000                          | Pamela Fryman  | Ron Darian                      |
| 99         | 3         | Halloween                      | Halloween                         | 28. Okt. 1997        | 26. Mai 2000                          | Pamela Fryman  | Suzanne Martin                  |
| 100        | 4         | Roz ist schwanger              | The Kid                           | 4. Nov. 1997         | 30. Mai 2000                          | Jeff Melman    | Jeffrey Richman, Suzanne Martin |
| 101        | 5         | Frasiertag: Das Jubiläum       | The 1000th Show                   | 11. Nov. 1997        | 31. Mai 2000                          | David Lee      | Christopher Lloyd, Joe Keenan   |
| 102        | 6         | Schiff der Verdammten          | Voyage of the Damned              | 18. Nov. 1997        | 25. Mai 2000                          | Pamela Fryman  | Jeffrey Richman                 |
| 103        | 7         | Wer von uns ist hier der Mann? | My fair Frasier                   | 25. Nov. 1997        | 9. Juni 2000                          | Jeff Melman    | Jay Kogen                       |
| 104        | 8         | Ende verzweifelt gesucht       | Desperately seeking Closure       | 9. Dez. 1997         | 13. Juni 2000                         | David Lee      | Ken Levine, David Isaacs        |
| 105        | 9         | Sag's dem Masseur              | Perspectives on Christmas         | 16. Dez. 1997        | 7. Juni 2000                          | David Lee      | Christopher Lloyd               |
| 106        | 10        | Frasier bei den Briten         | Where every Bloke knows your Name | 6. Jan. 1998         | 6. Juni 2000                          | Jeff Melman    | Rob Hanning                     |
| 107        | 11        | Der Verlobungsring             | Ain't nobody's Business if I do   | 13. Jan. 1998        | 14. Juni 2000                         | David Lee      | Jay Kogan                       |
| 108        | 12        | Unter Haien                    | The Zoo Story                     | 20. Jan. 1998        | 8. Juni 2000                          | Pamela Fryman  | Joe Keenan                      |
| 109        | 13        | Trostloses Liebesleben         | The Maris Counselor               | 3. Feb. 1998         | 16. Juni 2000                         | Jeff Melman    | David Lloyd                     |
| 110        | 14        | Keiner liebt mich              | The Ski Lodge                     | 24. Feb. 1998        | 22. Juni 2000                         | David Lee      | Joe Keenan                      |
| 111        | 15        | Das Ende der Begierde          | Room Service                      | 3. März 1998         | 21. Juni 2000                         | David Lee      | Ken Levine, David Isaacs        |
| 112        | 16        | Tante Zoras Zorn               | Beware of Greeks                  | 17. März 1998        | 20. Juni 2000                         | Jeff Melman    | David Lloyd                     |
| 113        | 17        | Der perfekte Mann              | The perfect Guy                   | 24. März 1998        | 20. Juni 2000                         | Jeff Melman    | Rob Greenberg                   |
| 114        | 18        | Das ungerührte Gewissen        | Bad Dog                           | 7. Apr. 1998         | 15. Juni 2000                         | Pamela Fryman  | Suzanne Martina                 |
| 115        | 19        | Einmal aus dem Bauch           | Frasier gotta have it             | 21. Apr. 1998        | 23. Juni 2000                         | Dan Butler     | Rob Greenberg                   |
| 116        | 20        | Dinner mit Daphne              | First Date                        | 28. Apr. 1998        | 27. Juni 2000                         | Kelsey Grammer | Rob Hanning                     |
| 117        | 21        | Zwerg Nase                     | Roz and the Schnoz                | 5. Mai 1998          | 28. Juni 2000                         | Ken Levine     | Jeff Richman                    |
| 118        | 22        | Die Single-Party               | The Life of the Party             | 12. Mai 1998         | 29. Juni 2000                         | Jeff Melman    | Suzanne Martin, Jeff Richman    |
| 119        | 23        | Auf allen Partys               | Party, Party                      | 12. Mai 1998         | 29. Juni 2000                         | Jeff Melman    | David Lloyd                     |
| 120        | 24        | Ein Mann mit Prinzipien        | Sweet Dreams                      | 19. Mai 1998         | 4. Juli 2000                          | Sheldon Epps   | Jay Kogen                       |

## Staffel 6
| Nr. (ges.) | Nr. (St.) | Deutscher Titel                   | Originaltitel                   | Erstausstrahlung USA | Deutschsprachige Erstausstrahlung (D) | Regie          | Drehbuch                  |
| ---------- | --------- | --------------------------------- | ------------------------------- | -------------------- | ------------------------------------- | -------------- | ------------------------- |
| 121        | 1         | Die fünf Phasen der Trauer        | Good Grief                      | 24. Sep. 1998        | 5. Juli 2000                          | Pamela Fryman  | Christopher Lloyd         |
| 122        | 2         | Der Fluch                         | Frasier's Curse                 | 1. Okt. 1998         | 6. Juli 2000                          | Pamela Fryman  | Jay Kogen                 |
| 123        | 3         | Ein schrecklicher Verdacht        | Dial M for Martin               | 8. Okt. 1998         | 11. Juli 2000                         | Ken Lamkin     | Rob Greenberg             |
| 124        | 4         | Das Theaterereignis des Jahres    | Hot Ticket                      | 15. Okt. 1998        | 7. Juli 2000                          | David Lee      | Jeffrey Richman           |
| 125        | 5         | Training für den Psycho-Doktor    | First, Do No Harm               | 29. Okt. 1998        | 12. Juli 2000                         | Sheldon Epps   | Jay Kogan                 |
| 126        | 6         | Geheimnisvolle Geschenke          | Secret Admirer                  | 5. Nov. 1998         | 13. Juli 2000                         | Pamela Fryman  | Lori Kirkland             |
| 127        | 7         | Das Vorzimmer zur Hölle           | How to Bury a Millionaire       | 12. Nov. 1998        | 14. Juli 2000                         | David Lee      | Joe Keenan                |
| 128        | 8         | Frischer Seehund                  | The Seal Who Came to Dinner     | 19. Nov. 1998        | 8. Nov. 2001                          | David Lee      | Joe Keenan                |
| 129        | 9         | Roz auf großem Fuß                | Roz, a Loan                     | 10. Dez. 1998        | 9. Nov. 2001                          | Pamela Fryman  | Janis Hirsch              |
| 130        | 10        | Frohe Weihnachten, Mrs. Moskowitz | Merry Christmas, Mrs. Moskowitz | 17. Dez. 1998        | 13. Nov. 2001                         | Kelsey Grammer | Jay Kogan                 |
| 131        | 11        | Der barmherzige Samariter         | Good Samaritan                  | 7. Jan. 1999         | 14. Nov. 2001                         | Sheldon Epps   | Alex Gregory, Peter Huyck |
| 132        | 12        | Die Kuppler                       | Our Parents, Ourselves          | 21. Jan. 1999        | 15. Nov. 2001                         | Pamela Fryman  | Janis Hirsch              |
| 133        | 13        | Woody, die Klette                 | The Show Where Woody Shows Up   | 4. Feb. 1999         | 16. Nov. 2001                         | Pamela Fryman  | Rob Greenberg             |
| 134        | 14        | Valentinstag bei den Cranes       | Three Valentines                | 11. Feb. 1999        | 20. Nov. 2001                         | Kelsey Grammer | Rob Hanning               |
| 135        | 15        | Kurzer Prozess                    | To Tell the Truth               | 18. Feb. 1999        | 21. Nov. 2001                         | David Lee      | Rob Hanning               |
| 136        | 16        | Lockvögel                         | Decoys                          | 25. Feb. 1999        | 22. Nov. 2001                         | Pamela Fryman  | David Lloyd               |
| 137        | 17        | Sind wir sonderlich?              | Dinner Party                    | 11. März 1999        | 23. Nov. 2001                         | David Lee      | Jeffrey Richman           |
| 138        | 18        | Der Tod kam zweimal               | Taps at the Montana             | 25. März 1999        | 27. Nov. 2001                         | David Lee      | David Lloyd               |
| 139        | 19        | Mein Essen mit dem Genie          | IQ                              | 8. Apr. 1999         | 28. Nov. 2001                         | David Lee      | Rob Hanning               |
| 140        | 20        | Konkurrenz für Frasier            | Dr. Nora                        | 29. Apr. 1999        | 29. Nov. 2001                         | Katy Garretson | Joe Keenan                |
| 141        | 21        | Frasier und zwei Frauen           | When a Man Loves Two Women      | 6. Mai 1999          | 30. Nov. 2001                         | David Lee      | Alex Gregory              |
| 142        | 22        | Daphnes Visionen                  | Visions of Daphne               | 13. Mai 1999         | 5. Dez. 2001                          | Robert H. Egan | Janis Hirsch              |
| 143        | 23        | Verlierer der Liebe (1)           | Shutout in Seattle (1)          | 20. Mai 1999         | 6. Dez. 2001                          | Pamela Fryman  | David Isaacs              |
| 144        | 24        | Verlierer der Liebe (2)           | Shutout in Seattle (2)          | 20. Mai 1999         | 7. Dez. 2001                          | Pamela Fryman  | David Isaacs              |

## Staffel 7
| Nr. (ges.) | Nr. (St.) | Deutscher Titel              | Originaltitel                        | Erstausstrahlung USA | Deutschsprachige Erstausstrahlung (D) | Regie          | Drehbuch                      |
| ---------- | --------- | ---------------------------- | ------------------------------------ | -------------------- | ------------------------------------- | -------------- | ----------------------------- |
| 145        | 1         | Mamma Mia                    | Momma Mia                            | 23. Sep. 1999        | 11. Dez. 2001                         | Kelsey Grammer | Rob Hanning                   |
| 146        | 2         | Du wirst mir noch danken!    | Father of the Bride                  | 30. Sep. 1999        | 12. Dez. 2001                         | David Lee      | Mark Reisman                  |
| 147        | 3         | Carlos und das Hähnchen      | Radio Wars                           | 7. Okt. 1999         | 13. Dez. 2001                         | Sheldon Epps   | Sam Johnson, Chris Marcil     |
| 148        | 4         | Die Kritiker                 | Everyone's a Critic                  | 14. Okt. 1999        | 14. Dez. 2001                         | Pamela Fryman  | Joe Keenan                    |
| 149        | 5         | Drei Kerle in einer Woche    | The Dog That Rocks the Cradle        | 21. Okt. 1999        | 18. Dez. 2001                         | Pamela Fryman  | Bob Daily                     |
| 150        | 6         | Rivalen der Liebe            | Rivals                               | 4. Nov. 1999         | 19. Dez. 2001                         | Katy Garretson | Christopher Lloyd             |
| 151        | 7         | Von Dieben und Huren         | A Tsar is Born                       | 11. Nov. 1999        | 20. Dez. 2001                         | Pamela Fryman  | Charlie Hauck                 |
| 152        | 8         | Der verblichene Dr. Crane    | The Late Dr. Crane                   | 18. Nov. 1999        | 21. Dez. 2001                         | Robert H. Egan | Rob Hanning                   |
| 153        | 9         | Freddys Falle                | The Apparent Trap                    | 25. Nov. 1999        | 27. Dez. 2001                         | Kelsey Grammer | Dan O’Shannon                 |
| 154        | 10        | Happy Birthday, Frasier!     | Back Talk                            | 9. Dez. 1999         | 28. Dez. 2001                         | Pamela Fryman  | Lori Kirkland                 |
| 155        | 11        | Guter Rat unerwünscht!       | The Fight Before Christmas           | 16. Dez. 1999        | 2. Jan. 2002                          | Pamela Fryman  | Jon Sherman                   |
| 156        | 12        | Im falschen Wagen            | RDWRER                               | 6. Jan. 2000         | 3. Jan. 2002                          | Kelsey Grammer | Sam Johnson, Chris Marcil     |
| 157        | 13        | Nur ein kleines Lied         | They're Playing Our Song             | 13. Jan. 2000        | 4. Jan. 2002                          | David Lee      | David Lloyd                   |
| 158        | 14        | Trophäe Lorna                | Big Crane on Campus                  | 3. Feb. 2000         | 8. Jan. 2002                          | Sheldon Epps   | Mark Reisman                  |
| 159        | 15        | Dads andere Seite            | Out with Dad                         | 10. Feb. 2000        | 9. Jan. 2002                          | David Lee      | Joe Keenan                    |
| 160        | 16        | Wie Grandpa Willie sagte …   | Something About Dr. Mary             | 17. Feb. 2000        | 10. Jan. 2002                         | Joe Keenan     | Jay Kogen                     |
| 161        | 17        | Korkmeister Crane            | Whine Club                           | 24. Feb. 2000        | 11. Jan. 2002                         | Kelsey Grammer | Bob Daily, Jon Sherman        |
| 162        | 18        | Hauptsache blond             | Hot Pursuit                          | 23. März 2000        | 15. Feb. 2002                         | Sheldon Epps   | Charlie Hauck                 |
| 163        | 19        | Frasiers Frühstücksfernsehen | Morning Becomes Entertainment        | 6. Apr. 2000         | 16. Jan. 2002                         | Pamela Fryman  | Rob Hanning, Jay Kogen        |
| 164        | 20        | Peinlich, peinlich …         | To Thine Old Self Be True            | 27. Apr. 2000        | 17. Jan. 2002                         | Robert H. Egan | Dan O’Shannon                 |
| 165        | 21        | An der Wand des Ruhms        | The Three Faces of Frasier           | 4. Mai 2000          | 18. Jan. 2002                         | Pamela Fryman  | Jon Sherman                   |
| 166        | 22        | Brüderlein fein              | Dark Side of the Moon                | 11. Mai 2000         | 22. Jan. 2002                         | David Lee      | Lori Kirkland                 |
| 167        | 23        | Tränen im Fahrstuhl          | Something Borrowed, Someone Blue (1) | 18. Mai 2000         | 23. Jan. 2002                         | Pamela Fryman  | Christopher Lloyd, Joe Keenan |
| 168        | 24        | Gib Gas, Niles!              | Something Borrowed, Someone Blue (2) | 18. Mai 2000         | 24. Jan. 2002                         | Pamela Fryman  | Christopher Lloyd, Joe Keenan |

## Staffel 8
| Nr. (ges.) | Nr. (St.) | Deutscher Titel                      | Originaltitel                            | Erstausstrahlung USA | Deutschsprachige Erstausstrahlung (D) | Regie          | Drehbuch                    |
| ---------- | --------- | ------------------------------------ | ---------------------------------------- | -------------------- | ------------------------------------- | -------------- | --------------------------- |
| 169        | 1         | Die schrecklichste Hochzeit der Welt | And The Dish Ran Away With The Spoon (1) | 24. Okt. 2000        | 25. Jan. 2002                         | Pamela Fryman  | David Angell, Peter Casey   |
| 170        | 2         | Ein Abend in der Hölle               | And The Dish Ran Away With The Spoon (2) | 24. Okt. 2000        | 29. Jan. 2002                         | Pamela Fryman  | David Angell, Peter Casey   |
| 171        | 3         | Pokern mit alten Knaben              | The Bad Son                              | 31. Okt. 2000        | 30. Jan. 2002                         | Sheldon Epps   | Rob Hanning                 |
| 172        | 4         | Der Mentor                           | The Great Crane Robbery                  | 14. Nov. 2000        | 31. Jan. 2002                         | Katy Garretson | Gayle Abrams                |
| 173        | 5         | Danke, Ferguson!                     | Taking Liberties                         | 21. Nov. 2000        | 6. Feb. 2002                          | Kelsey Grammer | Sam Johnson, Chris Marcil   |
| 174        | 6         | Sie haben E-Mail!                    | Legal Tender Love And Care               | 28. Nov. 2000        | 7. Feb. 2002                          | Pamela Fryman  | Saladin K. Patterson        |
| 175        | 7         | Ein cooler Freund                    | The New Friend                           | 5. Dez. 2000         | 1. Feb. 2002                          | Scott Ellis    | Bob Daily                   |
| 176        | 8         | Knockout für den Weihnachtsmann      | Mary Christmas                           | 12. Dez. 2000        | 5. Feb. 2002                          | Pamela Fryman  | Eric Zicklin                |
| 177        | 9         | Die große Leere                      | Frasier's Edge                           | 9. Jan. 2001         | 8. Feb. 2002                          | David Lee      | Jon Sherman, Dan O’Shannon  |
| 178        | 10        | Ein Kuss für Melody                  | Cranes Unplugged                         | 16. Jan. 2001        | 12. Feb. 2002                         | Sheldon Epps   | Lori Kirkland               |
| 179        | 11        | Der Lümmel von der letzten Bank      | Motor Skills                             | 30. Jan. 2001        | 13. Feb. 2002                         | Pamela Fryman  | Eric Zicklin                |
| 180        | 12        | Der Rest ist Schweigen               | The show must go off                     | 6. Feb. 2001         | 14. Feb. 2002                         | Robert H. Egan | Mark Reisman                |
| 181        | 13        | Jacke wie Hose                       | Sliding Frasiers                         | 13. Feb. 2001        | 15. Feb. 2002                         | Pamela Fryman  | Dan O’Shannon, Bob Daily    |
| 182        | 14        | Immer essen                          | Hungry heart                             | 20. Feb. 2001        | 19. Feb. 2002                         | Kelsey Grammer | Gayle Abrams                |
| 183        | 15        | Zufallstreffer                       | Hooping Cranes                           | 27. Feb. 2001        | 20. Feb. 2002                         | Kelsey Grammer | Jon Sherman                 |
| 184        | 16        | Sternstunden                         | Docu.drama                               | 6. März 2001         | 21. Feb. 2002                         | David Lee      | Sam Johnson, Chris Marcil   |
| 185        | 17        | Daddy hat immer noch Appetit         | It takes two to tangle                   | 27. März 2001        | 22. Feb. 2002                         | Wil Shriner    | Rob Hanning                 |
| 186        | 18        | Beide Schnabel halten!               | Forgotten but not gone                   | 17. Apr. 2001        | 26. Feb. 2002                         | Pamela Fryman  | David Lloyd                 |
| 187        | 19        | Sechzig Pfund                        | Daphne returns                           | 1. Mai 2001          | 27. Feb. 2002                         | Pamela Fryman  | Dan O’Shannon, Bob Daily    |
| 188        | 20        | Zehn Sekunden zu spät                | The wizard and Roz                       | 8. Mai 2001          | 28. Feb. 2002                         | Sheldon Epps   | Saladin K. Patterson        |
| 189        | 21        | Die Sprache der Liebe                | Semi-decent proposal (1)                 | 15. Mai 2001         | 1. März 2002                          | Katy Garretson | Lori Kirkland               |
| 190        | 22        | Eigenartig und charmant              | A passing fancy (2)                      | 15. Mai 2001         | 5. März 2002                          | Kelsey Grammer | Jon Sherman                 |
| 191        | 23        | Onkel Frasiers Auto                  | A day in may                             | 22. Mai 2001         | 6. März 2002                          | Kelsey Grammer | Eric Zicklin, Lori Kirkland |
| 192        | 24        | Die Cranes in der Karibik            | Cranes go caribbean                      | 22. Mai 2001         | 7. März 2002                          | Kelsey Grammer | Mark Reisman, Rob Hanning   |

## Staffel 9
| Nr. (ges.) | Nr. (St.) | Deutscher Titel               | Originaltitel                  | Erstausstrahlung USA | Deutschsprachige Erstausstrahlung (D) | Regie          | Drehbuch                  |
| ---------- | --------- | ----------------------------- | ------------------------------ | -------------------- | ------------------------------------- | -------------- | ------------------------- |
| 193        | 1         | Don Juan in der Hölle (1)     | Don Juan in hell (1)           | 25. Sep. 2001        | 4. Feb. 2003                          | Kelsey Grammer | Sam Johnson, Chris Marcil |
| 194        | 2         | Don Juan in der Hölle (2)     | Don Juan in hell (2)           | 25. Sep. 2001        | 5. Feb. 2003                          | Kelsey Grammer | Lori Kirkland             |
| 195        | 3         | Daphne in Versuchung          | The first temptation of Daphne | 2. Okt. 2001         | 6. Feb. 2003                          | Kelsey Grammer | Gayle Abrams              |
| 196        | 4         | Die Rückkehr des Martin Crane | The return of Martin Crane     | 9. Okt. 2001         | 7. Feb. 2003                          | David Lee      | Dan O’Shannon, Bob Daily  |
| 197        | 5         | Die Maulwurfs-Königin         | Love stinks                    | 16. Okt. 2001        | 12. Feb. 2003                         | Katy Garretson | Saladin K. Patterson      |
| 198        | 6         | Ein Zimmer voller Helden      | Room full of heroes            | 30. Okt. 2001        | 13. Feb. 2003                         | Wil Shriner    | Eric Zicklin              |
| 199        | 7         | Jubiläum der dritten Art      | Bla-z-boy                      | 6. Nov. 2001         | 14. Feb. 2003                         | Robert H. Egan | Jon Sherman               |
| 200        | 8         | Besessen                      | The two hundredth              | 13. Nov. 2001        | 15. Feb. 2003                         | David Lee      | Rob Hanning               |
| 201        | 9         | Ausgetrickst                  | Sharing Kirby                  | 20. Nov. 2001        | 19. Feb. 2003                         | Kelsey Grammer | Heide Perlman             |
| 202        | 10        | Der blonde Hai                | Junior agent                   | 27. Nov. 2001        | 20. Feb. 2003                         | Scott Ellis    | Bob Daily                 |
| 203        | 11        | Gefangen im Dunkel            | Bully for Martin               | 11. Dez. 2001        | 21. Feb. 2003                         | Stuart Ross    | Eric Zicklin              |
| 204        | 12        | Der Albtraum-Clan Teil 1      | Mother Load (1)                | 8. Jan. 2002         | 22. Feb. 2003                         | Sheldon Epps   | Lori Kirkland             |
| 205        | 13        | Der Albtraum-Clan Teil 2      | Mother Load (2)                | 15. Jan. 2002        | 26. Feb. 2003                         | Sheldon Epps   | Lori Kirkland             |
| 206        | 14        | Jung und gnadenlos            | Juvenilia                      | 22. Jan. 2002        | 27. Feb. 2003                         | Katy Garretson | Sam Johnson, Chris Marcil |
| 207        | 15        | Engel und Erkältung           | The proposal                   | 5. Feb. 2002         | 28. Feb. 2003                         | Wil Shriner    | Rob Hanning               |
| 208        | 16        | Die große Abzocke             | Wheels of fortune              | 26. Feb. 2002        | 1. März 2003                          | Jerry Zaks     | Ken Levine, David Isaacs  |
| 209        | 17        | Drei Blinddates               | Three blind dates              | 5. März 2002         | 5. März 2003                          | Kelsey Grammer | Gayle Abrams              |
| 210        | 18        | Krieg der Worte               | War of the words               | 12. März 2002        | 6. März 2003                          | Sheldon Epps   | Saladin K. Patterson      |
| 211        | 19        | Der Crane-Boy-Krimi           | Deathtrap                      | 2. Apr. 2002         | 7. März 2003                          | Kelsey Grammer | Jon Sherman               |
| 212        | 20        | Vorgetäuschte Liebe           | The love you fake              | 9. Apr. 2002         | 8. März 2003                          | Katy Garretson | Sam Johnson, Chris Marcil |
| 213        | 21        | „Cheers“ zum Abschied         | Cheerful goodbyes              | 30. Apr. 2002        | 12. März 2003                         | Sheldon Epps   | Heide Perlman             |
| 214        | 22        | Sieg in der Flieder-Stadt     | Frasier has spokane            | 7. Mai 2002          | 13. März 2003                         | Wil Shriner    | Eric Zicklin              |
| 215        | 23        | Reisen hin, Reisen her        | The guilt trippers             | 14. Mai 2002         | 14. März 2003                         | Wil Shriner    | Lori Kirkland             |
| 216        | 24        | Eine unmögliche Mission       | Moons over Seattle             | 21. Mai 2002         | 15. März 2003                         | Sheldon Epps   | Bob Daily                 |

## Staffel 10
| Nr. (ges.) | Nr. (St.) | Deutscher Titel                      | Originaltitel              | Erstausstrahlung USA | Deutschsprachige Erstausstrahlung (D) | Regie           | Drehbuch                                |
| ---------- | --------- | ------------------------------------ | -------------------------- | -------------------- | ------------------------------------- | --------------- | --------------------------------------- |
| 217        | 1         | Die drei Heiratstermine              | The ring cycle             | 24. Sep. 2002        | 9. Juni 2008                          | Kelsey Grammer  | Jon Sherman                             |
| 218        | 2         | Leicht beschränkt und missverstanden | Enemy at the gate          | 1. Okt. 2002         | 10. Juni 2008                         | Kelsey Grammer  | Lori Kirkland                           |
| 219        | 3         | Geile Machtspiele                    | Proxy prexy                | 8. Okt. 2002         | 11. Juni 2008                         | Cynthia J. Popp | Chris Marcil                            |
| 220        | 4         | Eine Kusine zum Knutschen            | Kissing Cousin             | 15. Okt. 2002        | 12. Juni 2008                         | Scott Ellis     | Eric Zicklin                            |
| 221        | 5         | Der ultimative Halloweenstreich      | Tales from the crypt       | 29. Okt. 2002        | 13. Juni 2008                         | David Lee       | Saladin K. Patterson                    |
| 222        | 6         | Der Star auf der Bar-Mizwa           | Star Mitzvah               | 5. Nov. 2002         | 16. Juni 2008                         | Sheldon Epps    | Sam Johnson                             |
| 223        | 7         | Ärger mit dem Personal               | Bristle while you work     | 12. Nov. 2002        | 17. Juni 2008                         | Sheldon Epps    | Tom Reeder                              |
| 224        | 8         | Das sind ja schöne Aussichten!       | Rooms with a view          | 19. Nov. 2002        | 18. Juni 2008                         | Kelsey Grammer  | Dan O’Shannon, Lori Kirkland, Bob Daily |
| 225        | 9         | Bypass hin, Bypass her               | Don't go breaking my heart | 26. Nov. 2002        | 19. Juni 2008                         | Jerry Zaks      | Bob Daily                               |
| 226        | 10        | Wir beiden zwei Könige               | We two kings               | 10. Dez. 2002        | 20. Juni 2008                         | Jerry Zaks      | Patricia Breen                          |
| 227        | 11        | Die goldene Pforte                   | Door jam                   | 7. Jan. 2003         | 23. Juni 2008                         | Scott Ellis     | Heide Perlman                           |
| 228        | 12        | Julia, die Belästigte                | The harassed               | 14. Jan. 2003        | 24. Juni 2008                         | Kelsey Grammer  | Chris Marcil                            |
| 229        | 13        | Liliths unbewußtes Verlangen         | Lilith needs a favor       | 4. Feb. 2003         | 25. Juni 2008                         | Sheldon Epps    | Lori Kirkland                           |
| 230        | 14        | Daphne macht das Abendessen          | Daphne does dinner         | 11. Feb. 2003        | 26. Juni 2008                         | Katy Garretson  | Heide Perlman                           |
| 231        | 15        | Im gemischten Doppel                 | Trophy girlfriend          | 18. Feb. 2003        | 27. Juni 2008                         | Kelsey Grammer  | Saladin K. Patterson                    |
| 232        | 16        | Ihr peinlichstes Geheimnis           | Fraternal Schwinns         | 25. Feb. 2003        | 30. Juni 2008                         | Sheldon Epps    | Sam Johnson                             |
| 233        | 17        | Kenny auf der Couch                  | Kenny on the couch         | 4. März 2003         | 1. Juli 2008                          | David Lee       | Bob Daily                               |
| 234        | 18        | Es muss Kaviar sein!                 | Road to Perdition          | 18. März 2003        | 2. Juli 2008                          | Jerry Zaks      | Jon Sherman                             |
| 235        | 19        | Ganz aus dem Häuschen                | Some assembly required     | 1. Apr. 2003         | 3. Juli 2008                          | Wil Shriner     | Patricia Breen                          |
| 236        | 20        | Nervosa non Grata                    | Farewell, Nervosa          | 22. Apr. 2003        | 4. Juli 2008                          | Kelsey Grammer  | Eric Zicklin                            |
| 237        | 21        | Der Teufel und Dr. Phil              | The devil and Dr. Phil     | 29. Apr. 2003        | 7. Juli 2008                          | Wil Shriner     | Sam Johnson, Chris Marcil               |
| 238        | 22        | Väter und Söhne                      | Fathers and sons           | 6. Mai 2003          | 8. Juli 2008                          | Kelsey Grammer  | Jon Sherman                             |
| 239        | 23        | Der analysierte Kuss                 | Analysed Kiss              | 13. Mai 2003         | 9. Juli 2008                          | Katy Garretson  | Saladin K. Patterson, Heide Perlman     |
| 240        | 24        | Eine neue Stellung für Roz           | A new position for Roz     | 20. Mai 2003         | 10. Juli 2008                         | Kelsey Grammer  | Lori Kirkland                           |

## Staffel 11
| Nr. (ges.) | Nr. (St.) | Deutscher Titel              | Originaltitel                  | Erstausstrahlung USA | Deutschsprachige Erstausstrahlung (D) | Regie           | Drehbuch                                                                           |
| ---------- | --------- | ---------------------------- | ------------------------------ | -------------------- | ------------------------------------- | --------------- | ---------------------------------------------------------------------------------- |
| 241        | 1         | Das schlimme „S“-Wort        | No sex please, we're skittish  | 23. Sep. 2003        | 1. Sep. 2004                          | David Lee       | Bob Daily                                                                          |
| 242        | 2         | Erst Bett, dann Tisch        | A man, a plan and a gal: Julia | 23. Sep. 2003        | 2. Sep. 2004                          | Kelsey Grammer  | Jon Sherman                                                                        |
| 243        | 3         | Ein Freund, ein guter Freund | The doctor is out              | 30. Sep. 2003        | 3. Sep. 2004                          | David Lee       | Joe Keenan                                                                         |
| 244        | 4         | Ohne Netz und Käse           | The babysitter                 | 7. Okt. 2003         | 7. Sep. 2004                          | Kelsey Grammer  | Jeffrey Richman                                                                    |
| 245        | 5         | Tut mir leid, Ann            | The placeholder                | 14. Okt. 2003        | 8. Sep. 2004                          | Sheldon Epps    | Lori Kirkland                                                                      |
| 246        | 6         | Ich bin ganz Ohr             | I'm listening                  | 28. Okt. 2003        | 9. Sep. 2004                          | Sheldon Epps    | Heide Perlman                                                                      |
| 247        | 7         | Die Argentinien-Krise        | Maris returns                  | 4. Nov. 2003         | 10. Sep. 2004                         | Kelsey Grammer  | Chris Marcil                                                                       |
| 248        | 8         | Nackt im Nervosa             | Murder most Maris              | 11. Nov. 2003        | 14. Sep. 2004                         | Scott Ellis     | Sam Johnson                                                                        |
| 249        | 9         | Der Eisvulkan                | Guns N' Neuroses               | 18. Nov. 2003        | 15. Sep. 2004                         | Scott Ellis     | Jon Sherman                                                                        |
| 250        | 10        | Wer ist hier der Star?       | Seabee Jeebies                 | 2. Dez. 2003         | 16. Sep. 2004                         | Kelsey Grammer  | Patricia Breen                                                                     |
| 251        | 11        | Werbung mit Hund             | High holidays                  | 9. Dez. 2003         | 17. Sep. 2004                         | Sheldon Epps    | Christopher Lloyd                                                                  |
| 252        | 12        | Frasier-Light                | Frasier-Lite                   | 6. Jan. 2004         | 21. Sep. 2004                         | Sheldon Epps    | Sam Johnson, Chris Marcil, Jeffrey Richman, Jon Sherman, Bob Daily, Patricia Breen |
| 253        | 13        | Danke, Ann                   | The Ann who came to dinner     | 13. Jan. 2004        | 22. Sep. 2004                         | Scott Ellis     | Sam Johnson, Chris Marcil                                                          |
| 254        | 14        | Von Albtraum zu Albtraum     | Freudian Sleep                 | 3. Feb. 2004         | 23. Sep. 2004                         | Cynthia J. Popp | Lori Kirkland                                                                      |
| 255        | 15        | Sechs Monate kein Kuchen     | Caught in the act              | 24. Feb. 2004        | 24. Sep. 2004                         | Kelsey Grammer  | Joe Keenan                                                                         |
| 256        | 16        | Ein Kuss für Mama            | Boo! (a.k.a. I'm with her)     | 2. März 2004         | 28. Sep. 2004                         | Katy Garretson  | Jeffrey Richman                                                                    |
| 257        | 17        | Bronze aus Berlin            | Coots and ladders              | 16. März 2004        | 29. Sep. 2004                         | Kelsey Grammer  | Heide Perlman                                                                      |
| 258        | 18        | Fünf Schnepfen               | Match game                     | 30. März 2004        | 30. Sep. 2004                         | Katy Garretson  | Bob Daily                                                                          |
| 259        | 19        | Schon wieder eine andere     | Miss right now                 | 6. Apr. 2004         | 1. Okt. 2004                          | Scott Ellis     | Ken Levine, David Isaacs                                                           |
| 260        | 20        | Eine Woche zu dritt          | And Frasier makes three        | 20. Apr. 2004        | 5. Okt. 2004                          | Scott Ellis     | Sam Johnson                                                                        |
| 261        | 21        | Nur noch drei Wochen         | Detour                         | 27. Apr. 2004        | 6. Okt. 2004                          | Kelsey Grammer  | Chris Marcil                                                                       |
| 262        | 22        | Geschichten vom Töpfchen     | Crock tales                    | 4. Mai 2004          | 7. Okt. 2004                          | Sheldon Epps    | Jon Sherman, Bob Daily                                                             |
| 263        | 23        | Goodbye, Seattle Teil 1      | Goodnight, Seattle (1)         | 13. Mai 2004         | 8. Okt. 2004                          | David Lee       | Christopher Lloyd, Joe Keenan                                                      |
| 264        | 24        | Goodbye, Seattle Teil 2      | Goodnight, Seattle (2)         | 13. Mai 2004         | 12. Okt. 2004                         | David Lee       | Christopher Lloyd, Joe Keenan                                                      |